# Dragojevac (Vladimirci)
Dragojevac (Servisch: Драгојевац) is een plaats in de Servische gemeente Vladimirci. De plaats telt 862 inwoners (2002).